# Biebob
Biebob is een muziekcafé en concertzaal in Vosselaar. Het werd in 1986 opgericht door Bob Schoenmaekers. Biebob is gelegen aan de Antwerpsesteenweg in Vosselaar. Voornamelijk spelen in Biebob metalbands van over de hele wereld die op goede weg zijn om door te breken. Er is een capaciteit voor 400 personen. Bob is ook een van de organisatoren van de Graspop Metal Meeting in Dessel.
In het verleden speelden in Biebob al bekende groepen met namen als onder andere Stone Sour, Lamb of God, Soulfly, Avenged Sevenfold, Volbeat, Bullet for My Valentine.